# Impatiens gesneroidea
Impatiens gesneroidea är en balsaminväxtart som beskrevs av Ernest Friedrich Gilg. Impatiens gesneroidea ingår i släktet balsaminer, och familjen balsaminväxter. Utöver nominatformen finns också underarten I. g. superglabra.